# Gordon (Ohio)
Gordon ist ein Village im Darke County im US-Bundesstaat Ohio in den Vereinigten Staaten mit 190 Einwohnern (Stand: 2000).

## Geschichte
Gordon wurde 1849 erstvermessen und nach einem der ersten Siedler benannt. Gordon lag an einem Knotenpunkt der „Dayton and Union Railroad“ und der „Ohio Valley Electric Railway“ Eisenbahnlinien.

## Demographie
Nach der Volkszählung im Jahr 2000 lebten hier 190 Menschen in 74 Haushalten und 58 Familien. Die Bevölkerungsdichte betrug 188,2 Einwohner pro km². Ethnisch betrachtet setzte sich die Bevölkerung aus 100 % weißer Bevölkerung zusammen.
Von den 74 Haushalten hatten 40,5 % Kinder und Jugendliche unter 18 Jahre, die bei ihnen lebten. 67,6 % waren verheiratete, zusammenlebende Paare, 6,8 % waren allein erziehende Mütter und 21,6 % waren keine Familien. 17,6 % bestanden aus Singlehaushalten und in 4,1 % lebten Menschen im Alter von 65 Jahren oder darüber allein. Die Durchschnittshaushaltsgröße betrug 2,57 und die durchschnittliche Familiengröße lag bei 2,93 Personen.
Auf den gesamten Ort bezogen setzte sich die Bevölkerung zusammen aus 29,5 % Einwohnern unter 18 Jahren, 4,2 % zwischen 18 und 24 Jahren, 38,4 % zwischen 25 und 44 Jahren, 22,6 % zwischen 45 und 64 Jahren und 5,3 % waren 65 Jahre alt oder darüber. Das Durchschnittsalter betrug 34 Jahre. Auf 100 weibliche Personen kamen 102,1 männliche Personen. Auf 100 Frauen im Alter von 18 Jahren oder darüber kamen statistisch 103,0 Männer.
Das jährliche Durchschnittseinkommen eines Haushalts betrug 35.750 USD, das Durchschnittseinkommen der Familien betrug 38.125 USD. Männer hatten ein Durchschnittseinkommen von 35.833 USD, Frauen 21.607 USD. Das Prokopfeinkommen betrug 16.949 USD. 0 % der Familien und 0,5 % der Bevölkerung lebten unterhalb der Armutsgrenze.